# Карл Кристиан (Насау-Вайлбург)
Карл Кристиан фон Насау-Вайлбург (на немски: Karl Christian von Nassau-Weilburg; * 16 януари 1735, Вайлбург; † 28 ноември 1788, Мюнстер-Драйзен, ок. 8 км преди Кирххаймболанден) е от 1753 до 1788 г. княз на Насау-Вайлбург.

## Биография
Карл Кристиан е син на княз Карл Август фон Насау-Вайлбург (1685 – 1753) и на Августа Фридерика фон Насау-Идщайн (1699 – 1750).
През 1753 г. той последва баща си в управлението под опекунството на княз Карл фон Насау-Узинген до 1754 г. Карл Кристиан отива в Нидерландия като генерал на инфантерията и е губернатор в Маастрихт. От 1769 г. е фелдмаршал-лейтенант.

## Фамилия
На 5 март 1760 г., в Хага, Карл Кристиан се жени за Каролина Оранска-Насау-Диц (1743 – 1787), дъщеря на княз Вилхелм IV Орански. Те имат децата:
- Георг Вилхелм Белгикус (1760 – 1762)
- Вилхелм Лудвиг Карл Флеманд (1761 – 1770)
- Августа Мария Каролина (1764 – 1802), канонистка в манастирите Кведлинбург и Херфорд
- Вилхелмина Луиза (1765 – 1837), ∞ Хайнрих XIII, княз Ройс цу Грайц (1747 – 1817)
- Фридрих Вилхелм (1768 – 1816), княз на Насау-Вайлбург
- Каролина Луиза Фредерика (1770 – 1828), ∞ княз Карл Лудвиг Фридрих Александер цу Вид-Рункел (1763 – 1824)
- Карл Лудвиг (1772)
- Карл Фридрих Вилхелм (1775 – 1807?)
- Амалия (1776 – 1841), ∞ княз Виктор II фон Анхалт-Бернбург-Шаумбург-Хойм (1767 – 1812)
- Хенриета (1780 – 1857), омъжена за принц Лудвиг фон Вюртемберг (1756 – 1817)
- Карл (1784)
- пет деца (1767, 1778, 1779, 1784 и 1785) с неизвестни имена

## Галерия
- Карл Кристиан и Каролина фон Орания-Насау-Диц
- Каролина фон Орания-Насау-Диц (1743 – 1787)